# Cykl Liebenfoffa
Cykl Liebenfoffa – cykl reakcji biochemicznych obecny w komórkach eukariotycznych, alternatywnie prowadzący do procesu gilkogenezy oraz syntezy niektórych aminokwasów, zwłaszcza alaniny (z uwzględnieniem aspektów energetycznych).
Proces ten działa na zasadzie deaminacji peptydowej części insuliny oraz odwrotnej aktywności insulinowej (ang. Reverse Insulin Activity). Zachodzi tylko w komórkach mięśnia sercowego.
W cyklu biorą udział dwa enzymy: dehydrogenaza feldspatoidowa oraz izobaraza saturacyjna.